# Panagiotis Trivoulidis
Panagiotis Trivoulidis (griechisch Παναγιώτης Τριβουλίδης; * 1878; † unbekannt) war ein griechischer Tauzieher.

## Erfolge
Panagiotis Trivoulidis nahm an den Olympischen Zwischenspielen 1906 in Athen teil. Bei diesen trat er gemeinsam mit Spyros Lazaros, Antonios Tsitas, Spyros Vellas, Georgios Psachos, Georgios Papachristou, Vasilios Psachos und Konstantinos Lazaros an. Die Mannschaft erreichte nach einem 2:0-Sieg gegen Schweden das Finale, in dem sie der Mannschaft des Deutschen Reiches mit 0:2 unterlagen, womit Trivoulidis und seine Mitstreiter die Silbermedaille erhielten.